# Brett Fraser
Pour les articles homonymes, voir Fraser.
Brett Fraser, né le 28 août 1989 à George Town, est un nageur caïmanais.

## Biographie
Son frère Shaune Fraser est aussi un nageur actif au niveau international. Comme lui, il a été étudié à l'Université de Floride et s'entraîne aux Florida Gators.
Lors des Jeux olympiques de Pékin en 2008, il échoue en séries du 200 m dos avec le 29e temps
En 2011, il remporte la médaille d'or du 200 m nage libre aux Jeux panaméricains.
En 2012, il participe aux Jeux olympiques de Londres dans trois épreuves et atteint cette fois-ci deux fois le cap des séries, sur le 100 m nage libre où il finit 15e en demi-finales et sur le 200 m nage libre où il finit 12e en demi-finales.